# Hiéroglyphe égyptien S31
Le linge et faucille, en hiéroglyphes égyptiens, est classifié dans la section S « Couronnes, vêtements, sceptres, etc. » de la liste de Gardiner ; il y est noté S31.

## Représentation
Il représente la combinaison en monogramme d'un linge (hiéroglyphe S29) et d'une faucille (hiéroglyphe U1). Il est translittéré smȝ.

## Utilisation
| S29 |

| S29 |

| U1 |

| U1 |

| U1 |

| U1 |